# Нойдорф (гміна)
Ґміна Нойдорф — колишня (1934—1939 рр.) сільська ґміна Дрогобицького повіту Львівського вооєводства Польської республіки (1918—1939) рр. Центром ґміни було село Нойдорф.

1 серпня 1934 р. було створено ґміну Нойдорф в дрогобицькому повіті з центром в селі Нойдорф. До неї увійшли сільські громади: Болехівців, Верхніх Гаїв, Нижніх Гаїв, Нойдорф, Почаєвичів, Раневичів.

В 1934 р. територія ґміни становила 92,30 км².  Населення ґміни станом на 1931 рік становило 8383 осіб. Налічувалось 1556 житлових будинків. 

17 січня 1940 р. ґміна включена до Дрогобицького району.